# Ladri di biciclette (romanzo)
Ladri di biciclette è un romanzo di Luigi Bartolini pubblicato nel 1946. É noto per l'omonimo film di Vittorio De Sica del 1948, un capolavoro del neorealismo tratto appunto dall'opera narrativa.

## Trama
(dedica di copertina dell'Autore)
Il romanzo segue le vicende dei tre furti di biciclette subìti dall'autore nella Roma dell'immediato secondo Dopoguerra, e dei relativi ritrovamenti.

## Edizioni
- Ladri di biciclette (Romanzo umoristico del furto e del ritrovamento d'una bicicletta per tre volte), illustrato da 4 acqueforti dell'Autore, Roma, Poli, 20 maggio 1946.[1]
- Ladri di biciclette, II ed. aggiornata, Collezione La Gaja Scienza n. 40, Milano, Longanesi, 1948. - Firenze, Vallecchi, 1954.
- Ladri di biciclette, Introduzione di Valerio Volpini, Collana Oscar Narrativa n.2051, Milano, Mondadori, 1988, ISBN 88-04-31483-4.
- Ladri di biciclette, a cura di Giorgio Zampa, Collana Genius loci, Ancona, Il Lavoro Editoriale, 1999, ISBN 978-88-766-3307-2.
- Ladri di biciclette, Postfazione di Francesca Bernardini Napoletano, Collana I grandi delfini n.160, Milano, La nave di Teseo, 2024, ISBN 978-88-346-1903-2.